# ساحل برج
ساحل برج، روستایی از توابع بخش مرکزی شهرستان زبرخان در استان خراسان رضوی ایران است.

## جمعیت
این روستا در دهستان اردوغش قرار دارد و بر اساس سرشماری مرکز آمار ایران در سال ۱۳۹۵، جمعیت آن ۱،۱۶۷ نفر (۳۸۹ خانوار) بوده‌است.